# Виртуализация сети
Виртуализация сети — процесс объединения аппаратных и программных сетевых ресурсов в единую виртуальную сеть (англ. Virtual network).
Виртуализация сети разделяется на внешнюю, то есть соединяющую множество сетей в одну виртуальную, и внутреннюю, создающую виртуальную сеть между программными контейнерами внутри одной системы.

## Примеры

### Внешняя виртуализация
- IEEE 802.1aq Shortest Path Bridging
- Service-Oriented Network Architecture (Cisco Systems)
- X Blade Virtualization (HP)

### Внутренняя виртуализация
- OpenSolaris Network Virtualization and Resource Control (Sun Microsystems)
- Microsoft Virtual Server (Microsoft)